# José F. Ortuño
José Ortuño, también conocido como José F. Ortuño (Sevilla, 29 de abril de 1977) es un guionista, director de cine y dramaturgo español.

## Biografía
Nacido en Sevilla, aunque completa sus estudios de dramaturgia en Madrid (RESAD) o Londres (Royal Court Theatre), Ortuño es un guionista y dramaturgo con más de 25 años de experiencia que le han valido un gran prestigio, especialmente en Andalucía.
Ganador de numerosos galardones tanto por sus obras de teatro como por sus programas de televisión, series, documentales o largometrajes, ha obtenido premios como el del Centro Andaluz de Teatro por su texto ATRAPADO, EL ROTO (en la misma convocatoria lograría el segundo y tercer premio y un accésit) o los numerosos premios conseguidos por su debut en la dirección de cine con la comedia negra The extraordinary tale of the times table, que también escribió.
Ha trabajado como guionista en más de un centenar de proyectos de todo tipo como la soap opera de Pausoka “Señorío de Larrea”, la serie de animación “Evita Percances (Super Abby)” o la tv-movie “Pleno al Quince” para la FORTA.
También escribió el cómic editado por Norma Editorial "El secreto de Hidelberg", publicado en 2009, y las novelas "Ánimas" (2016) y "El Pacto" (2022).
Como compositor de bandas sonoras obtuvo en 2006 el Premio Jerry Goldsmith a "Best Original Score for Feature Film".
En 2013 escribe y dirige el largometraje “The Extraordinary Tale”, que fue premiada como Mejor Película Extranjera en el Festival de Cine de Terror de Atlanta. Además, logró galardones a Mejor Actriz (Film Bizarro Awards), Mejor Vestuario (Premios ASECAN) o Mejor Dirección de Arte (Premios ASECAN) y el portal de cine independiente Film Bizarro la votó como la quinta mejor película del año. En el 17 Festival de Málaga de Cine Español logró dos Biznagas de Plata y en Cardiff logró los premios a Mejor Película y Mejor Actriz. Actualmente está disponible en Filmin y en Netflix.
También fue guionista del documental "Way to Jerez", el programa de TVE "Yo Mono" o los documentales "Oleum", "Eterno Quini" (que también dirigió) o "Nacido en Siria". También del largometraje "El Sueño Logrado", que dirigió, "La Dama del Cuadro" o "La Tragedia de Biescas", para XL Producciones.
Su largometraje de ficción como director y guionista, "Animas" (de cuya novela original también es autor) un film original para Netflix, fue el único proyecto español seleccionado en L'atellier del Festival de Cannes 2016 y tras competir en el Festival de Sitges ganó los premios a Mejor Película y Mejor Director en el Festival de Casares, el de Mejor Fotografía en los Premios del Cine Andaluz (ASECAN) y estuvo nominado a Mejor Película en el New York Independent Film Festival, donde logró el premio a Mejor Actriz.
También ha escrito las series «El Estado contra Pablo Ibar»., para HBO, «Operación Barrio Inglés», para TVE (de la que también fue creador), el true crime de Netflix «¿Dónde está Marta?»., «548 Días, Captada por una Secta». para Disney+, así como los largometrajes «Mamacruz». y «9 Lunas».. Mamacruz fue seleccionada en el «Festival de Sundance». así como en el Festival de Valladolid 2023. 
Como director sus últimos trabajos fueron el largometraje documental «Fernando Torres: El Último Símbolo». para Amazon Prime, «548 Días, Captada por una Secta»., que ganó el Premio Iris de la Academia de la Televisión a Mejor Documental, «Normas Para una Página de Sucesos»., película disponible en la plataforma «DIVERGENTE». y el western «Trinidad»., codirigido junto a Laura Alvea y protagonizado por Paz Vega, Gabriela Andrada y Karla Sofía Gascón.

## Filmografía

### Largometrajes
- Sacamantecas (2026) Director de la segunda unidad
- Trinidad (2026) CD / CG
- 9 Lunas (2025) CG
- Normas Para una Página de Sucesos (2024) D / CG
- Los Últimos Románticos (2024) Script editor
- La Mujer Dormida (2024) Script editor / director de la segunda unidad
- Tin y Tina (2023) productor asociado
- Mamacruz (2023) CG
- Nato 0 (2023) G
- La Dama del Cuadro (2018) G
- Ánimas (2018) CD / G
- El Sueño Logrado (2017) G / D
- The Extraordinary Tale (of the times table) (2014) CD / G
- Cabeza de Perro (2006) Making of
- Pleno al Quince (1999) CG

### Series
- Operación Barrio Inglés - TVE (2024) CG / Creador
- 548 Días, Captada por una Secta - Disney+ (2023) CG / CD
- ¿Dónde está Marta? - Netflix (2021) CG
- El Estado contra Pablo Ibar - HBO (2020) CG
- La vida en llamas - Discovery Max (2015) CG
- Yo Mono - TVE (2015) CG
- Virgen Extra, el oro de Andalucía - Canal Sur (2015) CG
- 25 Mucho que ver contigo - Canal Sur (2013) G
- La Banda - Canal Sur (2010) CG
- Año 400 - Canal Sur (2008) CG
- Sarandonga - Canal Sur (2006) CG
- Contigo - Canal Sur (2005) G
- Ven con nosotros - Canal Sur (2002) G
- Y tú, ¿qué opinas? - Canal Sur (2001) G
- Cita a ciegas - Canal Sur (2001) G
- Retratos - Canal Sur (2000) G
- La vida en un día - Canal Sur (2000) G
- Los Chuquis: Monstruonoticias - Telecinco (2000) CG
- Señorío de Larrea - ETB (1999) CG

### Documentales
- La Mirada de las Musas (2021) G
- Fernando Torres: El Último Símbolo (2020) CD
- Eterno Quini (2019) D / G
- La tragedia de Biescas (2019) G
- Oleum (2017) G
- Way to Jerez (2017) G
- Born in Syria (2016) CG
- 10 años con Bebe (2016) Story editor
- La vida en llamas (2015) CG
- La Granada imaginada (2015) D / G
- Alcalá Zamora: La Tercera España (2013) CD
- Recuerdos de una exposición (2012) CD/ G
- Ignacio Sánchez-Mejías: más allá del toreo (2008) D/G
- La Imagen: Las Nuevas Artes (2007) D / G / COMP
- La Mirada de la Malaria (2007) COMP
- Siete Sentimientos Flamencos (2007) D
- La Giralda Perdida de Nueva York (2006) COMP
- Fosforito (2005) D / G

### Mediometrajes
- El legado de Munt (2010) D / G

### Cortometrajes
- Maracas (2024) G
- Sevilla (2017) CD / CG
- 1977 (2016) CD / G
- El árbol seco (2008) COMP
- Cielo sin ángeles (2006) CD / G / COMP
- Palomita mía (2006) COMP
- Penumbra (2005) COMP
- Relojes de arena (2003) CD / G

### Cómic
- El secreto de Hidelberg (2009) G

### Novela
- El Pacto (2022) A
- Ánimas (2016) A

### Animación
- Treintañeros (2011) CD / G / COMP
- Ecohéroes (2011) G
- Miscelánea (2010) CG
- Evita Percances (2010) G / COMP

## Teatro
- Jungla Rosa (2022) A
- Skype (2017) A / D
- Hay cuerpos que se olvidan (2015) A / CD
- Edades (2013) A
- Esperando (2013) A / D
- Evidentemente (2012) A / D
- Edgar (2012) COMP
- JAPIVERDY! (2010) A
- Esperando una idea (2006) A
- Dime que me quieres (2006) A
- Atrapado (El roto) (2006) A
- Felisita: no entiendo a los mayores (2003) A / D
- En blanco y negro (2001) A
- Prefijo (2000) A
- Bichos (1999) A / D
- Rigor Mortis (1999) A
- Esta noche me viene mal (1999) A
- Big Game (Presas) (1998) A
- Soliloquy (Soliloquio) (1998) A
- Las mil caras del teatro (1997) A / D
- En el lugar menos indicado (1996) A / D

Leyenda
A-Autor,
CD-Co-director,
CG-Co-guionista,
COMP-Compositor,
D-Director,
G-Guionista.